# Lygodactylus williamsi
Espèce
Synonymes
- Lygodactylus picturatus williamsi Loveridge, 1952

Statut de conservation UICN

 CR B1ab(iii,v)+2ab(iii,v) : 
En danger critique
Lygodactylus williamsi est une espèce de geckos de la famille des Gekkonidae. L'espèce est menacée d'extinction à cause de l'achat comme animal de compagnie,. Elle est récemment devenue protégée sous l’annexe I de la CITES ; il faut documenter et enregistrer la vente ou possession,,.

## Description

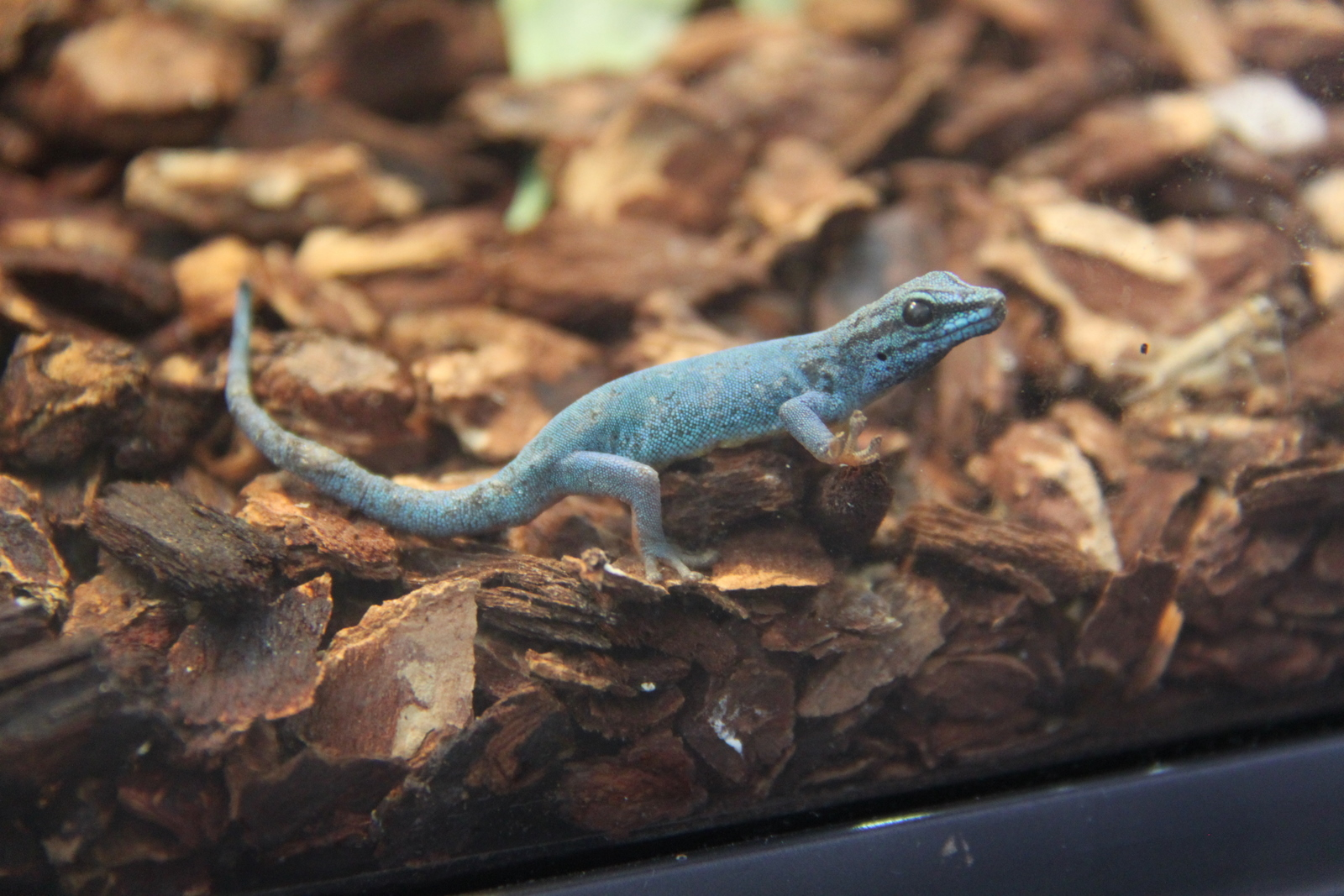
Lygodactylus williamsi

Ce gecko mesure environ 41 mm du museau au cloaque pour une longueur totale de 85 mm queue comprise. Il pèse environ 1,8 g. 
Les mâles sont bleu électrique avec des motifs noirs caractéristiques sur la partie antérieure du corps : une première ligne en forme de V sur le front, une autre qui va du museau au cou en passant par l’œil, une troisième qui s'étire de la commissure des lèvres jusqu'au coup et enfin une tache noire sur les épaules des pattes antérieures. Leur ventre est orange. La robe des femelles et des jeunes immatures, mâles comme femelles, a une couleur bronze verdâtre et des marques noires similaires à celles des mâles avec en plus des lignes pointillées partant du « V » du front.

## Biologie

### Reproduction
Cette espèce est ovipare. La femelle pond de un à deux œufs, qui incubent environ un mois et demi à 28 °C (la durée d'incubation pouvant varier selon la température).
Les petits mesurent entre 2 et 2,5 cm et sont de couleur brune. Celle-ci changera en grandissant.

## Répartition géographique
Cette espèce est endémique de Tanzanie.
Elle a été découverte dans la forêt tropicale de Kimboza. Lygodactylus williamsi n'est présent que sur une surface de 8 km2 dans la Forêt de Kimboza à l'est de la Tanzanie.

## Étymologie
Cette espèce est nommée en l'honneur de Ernest Edward Williams.

## Menace d'extinction
L'espèce est menacée par le prélèvement d'animaux dans la nature visant à alimenter le commerce international de l'espèce, entièrement illégal, et la fragmentation et la réduction de son habitat, la forêt tropicale. L'espèce est considérée comme en danger critique d'extinction par l'UICN et sa population est en train de décroître rapidement.
 (octobre 2015).

## Publication originale
- Loveridge, 1952 : A startlingly turquoise-blue gecko from Tanganyika. Journal of the East African Natural History Society, vol. 20, p. 446.